# Anton Woschitz
Anton Woschitz (* 22. November 1925 in Ferlach; † 5. Mai 2004 in Klagenfurt am Wörthersee) war ein österreichischer Politiker (SPÖ) und von 1982 bis 1983 Abgeordneter zum Nationalrat.

## Leben und Wirken
Anton Woschitz wurde am 22. November 1925 als Sohn des Ferlacher Werksarbeiters Johann Woschitz (* 22. Mai 1899) und dessen Ehefrau Antonia (geborene Ogris; * 13. Juni 1904) in Ferlach geboren und am 29. November 1925 auf den Namen Anton getauft. Seine Eltern hatten nur knapp vor seiner Geburt am 18. Oktober 1925 in Ferlach geheiratet.
Woschitz besuchte nach der Pflichtschule eine Lehrerbildungsanstalt und legte 1943 die Matura ab. Er arbeitete in der Folge als Volksschullehrer und war Direktor der J. F. Perkonig-Volksschule in Ferlach. Woschitz wurde der Berufstitel Oberschulrat verliehen. 
Woschitz hatte verschiedene Funktionen in Jugendorganisationen der SPÖ inne und engagierte sich im Landesvorstand der Kärntner Kinderfreunde. Er war zudem in der Lehrervertretung tätig und war Mitglied des Bezirksvorstandes des Sozialistischen Lehrervereines Österreichs im Bezirk Klagenfurt-Land. 1970 wurde er zum Vizebürgermeister von Ferlach gewählt, 1973 konnte er das Amt des Bürgermeisters übernehmen. Er fungierte zudem als Bezirksparteivorsitzender-Stellvertreter der SPÖ Klagenfurt-Land und war ab 1973 Obmann der Verwaltungsgemeinschaft Klagenfurt-Land. Zwischen dem 12. Mai 1982 und dem 18. Mai 1983 vertrat er die SPÖ im Nationalrat, 1985 legte er sein Amt als Bürgermeister von Ferlach nieder. 

## Auszeichnungen
- Großes Ehrenzeichen des Landes Kärnten
- Viktor-Adler-Plakette